# Eduardo Ferrero Costa
Eduardo José Ferrero Costa (Lima, 26 de octubre de 1946) es un abogado y político peruano. Fue ministro de Relaciones Exteriores durante el segundo gobierno de Alberto Fujimori y embajador de Perú en Estados Unidos de 2004 a 2006. Fue también representante del Perú en la OEA (2001-2004).

## Biografía
Nació el 26 de octubre de 1946. Hijo de Alfredo Ferrero Rebagliati y de Adelina Costa Elice. Es hermano del ex-Presidente del Consejo de Ministros, Carlos Ferrero Costa.
Está casado con Verónica Díaz Núñez y tiene 4 hijos.
Estudió la primaria en el Colegio Inmaculado Corazón y la secundaria en el Colegio Santa María Marianistas, del cual egresó en 1963. 
Ingresó a la Pontificia Universidad Católica del Perú para seguir estudios de Derecho en 1964 y se graduó de Bachiller en Derecho en 1971, consiguiendo el título de abogado en junio del mismo año. Fue becado junto con otros jóvenes estudiantes de derecho de la Pontificia Universidad Católica del Perú, para estudiar en la Universidad de Wisconsin - Madison, con aportes de la fundación Ford. Estos fueron denominados los Wisconsin Boys, que planteaban una revolución educativa en el campo jurídico en el Perú. Realizó investigaciones de posgrado en Derecho del Mar en Scripps Institution of Oceanography de la Universidad de San Diego.
En 1975 obtuvo el grado de Doctor en Derecho por la misma Universidad.
Es profesor principal del Departamento de Derecho de su alma mater, Director de la Carrera de Derecho y se desempeñó como Decano de la Facultad de Derecho de la Universidad del Pacífico. Ha sido socio del Estudio Costa (1980-95) y del Estudio Echecopar (1999-2001), . 
Fue Vicepresidente y miembro del Comité de las Naciones Unidas contra la Discriminación Racial (1988-2000). 
Es Miembro Fundador y Presidente Ejecutivo del Centro Peruano de Estudios Internacionales (1980-98). Corte Internacional de Arbitraje de la Cámara Internacional de Comercio en París (2000-02), del Consejo de la Comunidad Andina (1999-2000) y de la Delegación Peruana para la Negociación Limítrofe con Ecuador (1996-97). 
Fue Presidente de la Comisión para la Cuenca del Pacífico y miembro del Consejo de Cooperación Económica del Pacífico (1995-92). 
En el 2008 fue nombrado miembro de la delegación que representa al Perú en la demanda ante la Corte Internacional de Justicia de La Haya (Holanda) por el tema de la delimitación marítima con Chile.
Desde 1999, es miembro de la Corte Permanente de Arbitraje.

## Vida política

### Ministro de Relaciones Exteriores (1997-1998)
El 17 de julio de 1997, fue nombrado ministro de Relaciones Exteriores por el expresidente Alberto Fujimori.
Renunció al cargo el 2 de octubre de 1998 por discrepancias con Fujimori en las negociaciones para solucionar el conflicto limítrofe entre el Perú y el Ecuador.

### Representante Permanente ante la OEA
El 6 de octubre del 2001, fue nombrado como representante Permanente del Perú ante la Organización de los Estados Americanos, 
El 16 de octubre del mismo año, presentó sus cartas credenciales al Secretario General de la OEA, César Gaviria.
Se mantuvo en el cargo hasta el 2004.

### Embajador en Estados Unidos (2004-2006)
El 4 de febrero del 2004, fue nombrado como Embajador de Perú en los Estados Unidos. Asumió funciones el 18 de marzo del mismo año y permaneció en el cargo hasta el 27 de julio de 2006.

## Obras
- El nuevo derecho del mar. Fondo Editorial PUCP, Lima, 1979.
- El Perú frente a la convención sobre el derecho del mar. Centro Peruano de Estudios Internacionales (CEPEI), Lima, 1986.
- Relaciones del Perú con los países vecinos. Centro Peruano de Estudios Internacionales (CEPEI), Lima, 1988.
- Perú-Ecuador: El proceso para lograr la paz. Fondo Editorial PUCP, Lima, 2018.

## Reconocimientos
- Orden Nacional de la Cruz del Sur de Brasil
- Orden del Cóndor de los Andes de Bolivia (1997)
- Orden Cruz Peruana al Mérito Naval en el grado de Gran Cruz - Distintivo Blanco de la Marina de Guerra del Perú